# Bezděkov (district de Havlíčkův Brod)
Pour les articles homonymes, voir Bezděkov.
Bezděkov (en allemand : Besdiekow) est une commune du district de Havlíčkův Brod, dans la région de Vysočina, en République tchèque. Sa population s'élevait à 241 habitants en 2020.

## Géographie
Bezděkov se trouve à 5 km à l'est-nord-est de Chotěboř, à 18 km au nord-est de Havlíčkův Brod, à 39 km au nord-nord-est de Jihlava et à 101 km à l'est-sud-est de Prague.
La commune est limitée par Libice nad Doubravou au nord, par Sloupno et Podmoklany à l'est, par Libice nad Doubravou au sud, et par Dolní Sokolovec à l'ouest.

## Histoire
La première mention écrite de la localité date de 1544.

## Administration
La commune se compose de trois quartiers :
- Bezděkov
- Hařilova Lhotka
- Štěpánov